# Crotalaria comosa
Espèce
Synonymes
- Chrysocalyx quartinianus A. Rich.[1]
- Crotalaria dilloniana Baker[1]
- Crotalaria petitiana "sensu F.W.Andrews, p.p."[1]

Crotalaria comosa est une espèce de plantes à fleurs de la famille des Fabaceae et du genre Crotalaria, présente dans de nombreux pays d'Afrique tropicale.